# Monte Columbia (Canada)
Il monte Columbia è una montagna appartenente alle Montagne Rocciose Canadesi, localizzata al confine delle province canadesi dell'Alberta e della Columbia Britannica. 
Con un'altezza massima di 3.747 metri sul livello del mare è la cima più alta di tutto l'Alberta.